# Abd-Al·lah ibn Alí
Abd-Al·lah ibn Alí (ca. 712? - 764) fou un membre de la família abbàssida, oncle dels califes Abu-l-Abbàs as-Saffah i Abu-Jàfar al-Mansur, que participà activament en la revolució que entronitzà la seva família en el califat i va pretendre el califat.
Va participar en la lluita contra els omeies (749-750) i fou comandant en cap abbàssida a la decisiva batalla del Gran Zab després de la qual va conquerir Damasc. Va perseguir Marwan II per Palestina i Egipte i, portat del seu odi contra els omeies, arreu va fer matar tots aquells omeies o partidaris seus que va trobar i, a Palestina, en va arribar a matar 80 en un sol dia. Aquestes crueltats van provocar la revolta a Síria (750) d'Abu-Muhàmmad, descendent de Muàwiya I, i d'Abu-l-Ward ibn Kàwthar, governador de Kinnasrin. Tot i que la sort va acompanyar inicialment els revoltats, Abd-Al·lah ibn Alí va marxar contra ells i els va derrotar prop de Mardj al-Akhram.
Fou nomenat governador de Síria, que va governar durant quatre anys. A la mort del califa as-Saffah (754), es trobava a punt de fer una expedició contra els romans d'Orient i disposava d'un fort exèrcit, i va reclamar el califat, tot al·legant que el califa difunt li l'havia promès a canvi dels seus serveis. Tanmateix, el poderós governador del Khorasan, Abu-Múslim, es va declarar partidari d'al-Mansur i Abd-Al·lah va marxar contra ell; abans de partir, Abd-Al·lah va manar assassinar disset mil khurassànides —nascuts al Khorasan— del seu exèrcit, que sospitava que no voldrien lluitar contra Abu-Múslim. Amb la resta de l'exèrcit fou derrotat prop de Nisibin el novembre del 754. Abd-Al·lah va fugir cap a Bàssora, on el seu germà Sulayman ibn Alí era governador.
Sulayman fou destituït el 757 i Abd-Al·lah fou fet presoner i encarcerat durant set anys. En 764 fou portat a una casa prèviament minada; en entrar-hi aquesta es va ensorrar i va morir sota la runa, suposadament a l'edat de 52 anys.